# 葫芦镇 (保靖县)
葫芦镇，是中华人民共和国湖南省湘西土家族苗族自治州保靖县下辖的一个乡镇级行政单位。

## 行政区划
葫芦镇下辖以下地区：
葫芦社区、新民村、印山村、排花村、枫香村、米踏村、瓦厂村、排吉村、傍海村、黄皮村、排扭村、堂朗村、木耳村、半白村、阿着村、青岗村、茶坪村、大岩村、尖岩村、葫芦村、黄金村和木芽村。